# Alfio Peraboni
Alfio Peraboni (* 8. Mai 1954 in Monza; † 11. Januar 2011 ebenda) war ein italienischer Segler.

## Erfolge
Alfio Peraboni nahm mit Giorgio Gorla in der Bootsklasse Star an drei Olympischen Spielen teil. 1980 belegten sie in Moskau mit 36,1 Punkten hinter Walentin Mankin und Aleksandrs Muzičenko aus der Sowjetunion und den Österreichern Karl Ferstl und Hubert Raudaschl den dritten Platz, womit sie die Bronzemedaille gewannen. Auch bei den darauffolgenden Spielen 1984 in Los Angeles sicherten sie sich die Bronzemedaille. Mit 43,5 Punkten behaupteten sie sich knapp mit 0,2 Punkten Vorsprung vor dem schwedischen Boot und wurden hinter den US-Amerikanern William Earl Buchan und Steven Erickson und den Deutschen Joachim Griese und Michael Marcour Dritter. Bei den Olympischen Spielen 1988 in Seoul verpassten Peraboni und Gorla als Fünfte eine weitere Podestplatzierung.
Bei Weltmeisterschaften erreichten die beiden 1980 in Rio de Janeiro zunächst den dritten Platz, ehe ihnen vier Jahre darauf in Vilamoura der Titelgewinn gelang. 1985 wurden sie zudem Europameister.